# Pouteria surumuensis
Pouteria surumuensis là một loài thực vật có hoa trong họ Hồng xiêm. Loài này được Baehni miêu tả khoa học đầu tiên năm 1942.